# Полуницький Олександр Віталійович
Полуни́цький Олександлр Віталійович (*16 січня 1985, місто Полтава) — український футболіст, захисник.

## Біографія
Вихованець ФК «Альфа», перший тренер — Кармалик В. М.

## Статистика виступів

### Професіональна ліга
| Сезон     | Команда                      | Турнір     | Матчі | Голи |
| --------- | ---------------------------- | ---------- | ----- | ---- |
| 2001–2002 | Борисфен-2 (Бориспіль)       | чемпіонат  | 19    | 1    |
| 2002–2003 | Динамо-3 (Київ)              | чемпіонат  | 21    | 1    |
| 2003–2004 | Динамо-3 (Київ)              | чемпіонат  | 13    | 0    |
| 2003–2004 | Ворскла-Нафтогаз (Полтава)   | чемпіонат  | 2     | 0    |
| 2003–2004 | Ворскла-2 (Полтава)          | чемпіонат  | 5     | 0    |
| 2004–2005 | Ворскла-Нафтогаз (Полтава)   | чемпіонат  | 3     | 0    |
| 2004–2005 | Ворскла-Нафтогаз (Полтава)   | кубок      | 1     | 0    |
| 2004–2005 | Ворскла-Нафтогаз (Полтава)   | дубль      | 16    | 2    |
| 2004–2005 | Ворскла-2 (Полтава)          | чемпіонат  | 6     | 1    |
| 2005–2006 | Ворскла (Полтава)            | чемпіонат  | 0     | 0    |
| 2005–2006 | Ворскла (Полтава)            | дубль      | 24    | 3    |
| 2006–2007 | Десна (Чернігів)             | чемпіонат  | 10    | 0    |
| 2007–2008 | Сталь (Алчевськ)             | чемпіонат  | 24    | 2    |
| 2007–2008 | Сталь (Алчевськ)             | кубок      | 1     | 0    |
| 2008–2009 | Сталь (Дніпродзержинськ)     | чемпіонат  | 30    | 5    |
| 2008–2009 | Сталь (Дніпродзержинськ)     | кубок      | 1     | 0    |
| 2009–2010 | ФК «Миколаїв»                | чемпіонат  | 12    | 0    |
| 2009–2010 | ФК «Миколаїв»                | кубок      | 2     | 0    |
| 2009–2010 | Сталь (Дніпродзержинськ)     | чемпіонат  | 10    | 1    |
| 2009–2010 | Сталь (Дніпродзержинськ)     | кубок ліги | 2     | 0    |
| 2010–2011 | Сталь (Дніпродзержинськ)     | чемпіонат  | 13    | 0    |
| 2010–2011 | Сталь (Дніпродзержинськ)     | чемпіонат  | 1     | 0    |
| 2010–2011 | ФК «Полтава»                 | чемпіонат  | 7     | 0    |
| 2011–2012 | ФК «Полтава»                 | чемпіонат  | 19    | 5    |
| 2011–2012 | ФК «Полтава»                 | кубок      | 2     | 0    |
| 2012–2013 | ФК «Полтава»                 | чемпіонат  | 0     | 0    |
| 2012–2013 | Полтава-2-Карлівка (Полтава) | чемпіонат  | 8     | 0    |
| 2013–2014 | ФК «Карлівка»                | чемпіонат  | 4     | 0    |
| 2013–2014 | ФК «Карлівка»                | кубок      | 1     | 0    |
| 2013–2014 | Славутич (Черкаси)           | чемпіонат  | 9     | 1    |
| 2013–2014 | Славутич (Черкаси)           | кубок      | 2     | 0    |

### За збірну
| Сезон | Команда          | Турнір           | Матчі | Голи |
| ----- | ---------------- | ---------------- | ----- | ---- |
| 2000  | Юнацька збірна   | ТМ               | 2     | 0    |
| 2001  | Юнацька збірна   | чемпіонат Європи | 2     | 0    |
| 2001  | Юнацька збірна   | ТМ               | 6     | 1    |
| 2002  | Юнацька збірна   | чемпіонат Європи | 3     | 0    |
| 2002  | Юнацька збірна   | ТМ               | 5     | 0    |
| 2003  | Юніорська збірна | чемпіонат Європи | 1     | 0    |
| 2003  | Юніорська збірна | ТМ               | 9     | 1    |
| 2004  | Юніорська збірна | ТМ               | 9     | 0    |

## Досягнення
- У вищій лізі України зіграв 5 матчів
- За юнацьку збірну України провів 18 матчів, забив 1 гол.
- За юніорську збірну України провів 19 матчів
- Учасник Чемпіонату Європи серед юнаків у Данії 2002
- Виступав за студентську збірну України
- Срібний призер Чемпіонату України серед команд другої ліги 2011–2012